# Frei Bento Domingues
Frei Bento Domingues, O.P., de seu nome Basílio de Jesus Gonçalves Domingues (Travassos, Vilar, Terras de Bouro, 13 de agosto de 1934 (91 anos)) é um religioso da dominicano português. É uma personalidade controversa, considerado por membros mais progressistas e dissidentes da Igreja como dos maiores teólogos portugueses, tendo várias posições heterodoxas, incluindo a negação da ressurreição física de Jesus e do valor salvífico da morte de Jesus na cruz.

## Biografia
Nasceu numa família de pequenos agricultores com sete filhos. Um irmão três anos mais velho, Domingos, entrou para os Dominicanos com o nome de Frei Bernardo. Seguindo as pisadas do seu irmão mais velho, entrou para a escola apostólica dos Dominicanos de Aldeia Nova, perto de Fátima, em 1953, com 19 anos de idade. Ingressou depois na Ordem dos Dominicanos, tomando o nome de Bento. 
Estudou filosofia e teologia primeiro em Fátima, depois em Salamanca, Roma e Toulouse. 
Quando em 1962, após os seus estudos, regressou a Portugal, nas vésperas do Concílio do Vaticano II, tornou-se assistente da Juventude da Igreja de Cristo Rei, no Porto. Data de então uma sua relação próxima com o advogado e militante católico portuense Francisco Sá Carneiro e outros elementos da futura Ala liberal, durante o governo de Marcello Caetano. Em 1963 organizou no Porto a exposição "O mundo interroga o Concílio", que levantou grande celeuma e foi encerrada pela polícia política PIDE no dia 1 de Maio de 1963. Pouco depois, foi obrigado a abandonar o país, na sequência também de uma afirmação que fez do altar da Igreja de São João de Brito, em Lisboa: "O problema não é a conversa, é a organização e é preciso derrubar este governo". Foi para Roma, onde seguiu de perto os trabalhos do Concílio, especialmente o trabalho dos teólogos e a intervenção do episcopado brasileiro, com D. Hélder da Câmara.
Regressou a Portugal em 1965 e foi ensinar Teologia dos Sacramentos e Cristologia no Studium Sedes Sapientiae, em Fátima. Leccionou depois no Instituto Superior de Estudos Teológicos, em Lisboa, no Instituto de Psicologia Aplicada, no Centro de Reflexão Cristã, na Escola de Educadoras de Infância Maria Ulrich e foi director do Instituto de S. Tomás de Aquino. Participou, com D. Luís Pereira, bispo da Igreja Lusitana, na primeira Conferência Ecuménica em Portugal, organizada pela Cooperativa Pragma. Fez parte da equipa de tradução portuguesa da revista internacional Concilium a partir de 1965. 
Participou também em várias iniciativas de carácter cívico, como o lançamento da publicação católica clandestina Direito à Informação, e foi membro do secretariado da Comissão Nacional de Socorro aos Presos Políticos, criada em 1969. No início dos anos 70, foi longamente interrogado na sede da polícia política PIDE/DGS, pela sua pregação numa missa para crianças em Caxias, interpretada como um ataque à guerra colonial. Tinha dito nessa pregação às crianças: "Vem aí o Natal, vão dar-vos pistolas. Não aceitem. Digam: quando formos grandes não queremos andar em guerras"
Depois da revolução de 25 de Abril interveio nas Assembleias Livres de Cristãos em Lisboa (7 de Maio de 1974) e no Porto (9 de Maio de 1974). O seu texto "A Igreja e o 25 de Abril" (1974) e a sua entrevista "A Igreja pode colaborar na Democratização" (Junho de 1974) foram considerados em meios cristãos textos de referência para uma Igreja livre num país livre. Foi um dos oradores do primeiro encontro dos Cristãos para o Socialismo, um grupo inspirado pela Teologia da Libertação. Em 1975, integrou o Comité Português Pró-Amnistia Geral no Brasil.
Durante a década de 80 colaborou, na área da Teologia da Inculturação, em cursos de reciclagem de missionários e na preparação dos Animadores de Comunidades cristãs em várias dioceses de Moçambique. Ensinou Teologia no Seminário Maior de Luanda (Angola), no Centro Bartolomé de Las Casas (Cusco, Peru) e na Universidade S. Tomás de Aquino (Bogotá, Colômbia).
Participou na configuração do Centro de Pedro de Córdoba (Santiago do Chile), especializado no diálogo entre Teologia e Ciências Humanas, onde também ensinou. Foi o primeiro Director do Centro de Teologia/Ciência das Religiões e da Licenciatura em Ciência das Religiões, da Universidade Lusófona. 
Depois de crónicas regulares no semanário Sempre Fixe (1974) e no diário A Luta (1975-1979), mantém, desde 1992, uma coluna semanal no jornal Público, dedicada à análise do fenómeno religioso no mundo contemporâneo.
É membro Externo da Assembleia do Instituto de Ciências Sociais da Universidade de Lisboa; membro do Conselho de Ética e do Conselho Cultural do ISPA – Instituto Universitário; membro da Academia Pedro Hispano; membro do Conselho Geral da Universidade do Porto.
Tem muita colaboração dispersa em obras colectivas e numerosas revistas, como Igreja e Missão, Brotéria, Communio, Seara Nova, Reflexão Cristã, Ler, e em vários jornais, assim como uma vasta participação em congressos e semanas de estudo nacionais e internacionais.

## Prémios, condecorações e homenagens
- Foi-lhe dedicado um número da Revista Portuguesa de Ciência das Religiões (nº2, Ano I, 2002).
- O Presidente da República Jorge Sampaio, conferiu-lhe o grau de Grande-Oficial da Ordem da Liberdade, a 25 de Abril de 2004.
- A Universidade Lusófona de Humanidades e Tecnologias atribuiu-lhe a Medalha de Ouro de Reconhecimento e Mérito, a 19 de Janeiro de 2005.
- A Comissão de Direitos Humanos da Ordem dos Advogados (CDHOA) atribuiu-lhe-lhe o Prémio Ângelo d'Almeida Ribeiro, pelo trabalho desenvolvido em defesa dos Direitos Humanos, a 10 de Dezembro de 2010.
- A Assembleia da República atribuiu-lhe o Prémio dos Direitos Humanos, juntamente com Dr. Levi Baptista, como membros da Comissão Nacional de Socorro aos Presos Políticos, a 12 de Dezembro de 2010.
- Foi homenageado em 19 de Setembro de 2014, na Fundação Calouste Gulbenkian, em Lisboa, numa sessão intitulada "Cidadania, Cultura e Teologia na Praça Pública".
- Recebeu o doutoramento honoris causa pela Universidade do Minho, em fevereiro de 2019.

## Obras publicadas

### Artigos
- "A Igreja e o 25 de Abril", in I.S.E.T. - Boletim Interno, 1974.
- "Verdade e Ambiguidades da Inculturação Missionária", revista Igreja e Missão, Cucujães, 1984.

### Livros
- A Religião dos Portugueses, Porto: Figueirinhas, 1988.
- A Humanidade de Deus, Porto: Figueirinhas, 1995.
- A Igreja e a Liberdade, Porto: Figueirinhas, 1997.
- A Religião e a Política face aos Desafios do Fim de Século (com Jean-Marc Ferry), Actas dos Encontros de Abrantes, 20-22 de Novembro de 1997, Abrantes: Palha de Abrantes, 1998.
- As Religiões e a Cultura da Paz, com prefácio de Jorge Sampaio, Porto: Figueirinhas, 2002.
- As Religiões e a Cultura da Paz, 2º Volume, com prefácio de Lídia Jorge, Porto: Figueirinhas, 2004.
- Um Mundo que Falta Fazer, Lisboa: Temas e Debates, 2014.
- A Insurreição de Jesus, Lisboa: Temas e Debates, 2014.
- O Bom Humor de Deus e Outras Histórias, Lisboa: Temas e Debates, 2015.

## Citações
- ""1. A festa litúrgica da Ascensão, neste Domingo, é uma celebração de humor provocado pelo começo do segundo volume de uma obra atribuída a S. Lucas, os Actos dos Apóstolos (Act.), um livro de aventuras que seria uma tentação para a banda desenhada, se as leituras piedosas e convencionais não travassem a imaginação recriadora./ (...) O Evangelho segundo S. Lucas termina na viagem surrealista dos tristes discípulos de Emaús (Lc 24,13-34). São eles que explicam a um estranho e distraído forasteiro (o próprio Mestre) o que naqueles trágicos dias tinha acontecido, em Jerusalém, a Jesus, o nazareno. As mulheres tinham lançado o boato de que ele estava vivo, mas ao certo, ninguém o viu!/ (...) 2. O autor dos Act. reforçou o seu pendor surrealista. Depois da ressurreição, Cristo vive com os discípulos. S. Lucas recria cenários, qual deles o mais absurdo, para mostrar que a presença de Cristo nunca foi tão real, mas também nunca foi tão clandestina: uma presença sob forma de ausência e uma ausência sob forma de presença.", Público, 1 de Junho de 2014.
- "Jesus Cristo não desejou nem santificou a cruz. Alterou-lhe, porém, a significação de forma radical. (...)/ Esta apresentação testemunha um profundo contraste, mas pode cair na perversão do próprio Evangelho de Cristo, sugerindo que Jesus veio sacrificar-se e semear mais sacrifícios no mundo. Porque será mantida a cruz como símbolo cristão, quando o que Jesus procurava era, precisamente, descrucificar?/ A minha hipótese de interpretação é outra, bastante simples, mas que importa explicar. A cruz, a sentença de morte mais bárbara e cruel, fazia parte do mundo que Jesus queria mudar. Então, por que continua a funcionar como um símbolo cristão, quando ela é anti-humana, anticristã?", Público, 17 de Dezembro de 2017.[6]